# Marele Premiu al Australiei din 2025
Marele Premiu al Australiei din 2025 (cunoscut oficial ca Formula 1 Louis Vuitton Australian Grand Prix 2025) a fost o cursă de Formula 1 ce s-a desfășurat pe 16 martie 2025 pe Circuitul Albert Park din Melbourne, Australia. Cursa a fost prima etapă a Campionatului Mondial de Formula 1 FIA din 2025, fiind pentru a 39-a oară când această cursă are loc în Australia.
Lando Norris de la McLaren a câștigat cursa după ce a plecat din pole position, în fața lui Max Verstappen de la Red Bull Racing și George Russell de la Mercedes-Benz. Victoria lui Norris a fost prima pentru McLaren la Melbourne de la victoria lui Jenson Button în 2012. Debutanții Isack Hadjar de la Racing Bulls și Gabriel Bortoleto de la Sauber au abandonat amândoi cursa din cauza unor accidente, primul în turul de formare, iar Kimi Antonelli de la Mercedes a terminat al patrulea.

## Context
Oliver Bearman, Kimi Antonelli, Jack Doohan, Gabriel Bortoleto, Liam Lawson și Isack Hadjar și-au făcut debutul ca piloți titulari la Haas, Mercedes, Alpine, Sauber, Red Bull Racing și Racing Bulls.
Marele Premiu a marcat, de asemenea, prima cursă pentru Lewis Hamilton ca pilot al Ferrari, după ce a petrecut douăsprezece sezoane cu Mercedes, precum și primul său sezon fără o unitate de putere Mercedes. Esteban Ocon, Nico Hülkenberg și Carlos Sainz Jr. s-au alăturat Haas, Sauber și, respectiv, Williams.
Furnizorul de anvelope Pirelli a adus compușii de anvelope C3, C4 și C5 (denumiți dur, mediu și, respectiv, moale) pentru ca echipele să le folosească la eveniment.

## Calificări
Calificările au avut loc pe 15 martie 2025 începând cu ora locală 16:00 (UTC+11), ora 07:00 EET.
| Poz.                  | Nr. | Pilot             | Constructor                  | Timpi calificări | Timpi calificări | Timpi calificări | Grila finală |
| Poz.                  | Nr. | Pilot             | Constructor                  | Q1               | Q2               | Q3               | Grila finală |
| --------------------- | --- | ----------------- | ---------------------------- | ---------------- | ---------------- | ---------------- | ------------ |
| 1                     | 4   | Lando Norris      | McLaren-Mercedes             | 1:15,912         | 1:15,415         | 1:15,096         | 1            |
| 2                     | 81  | Oscar Piastri     | McLaren-Mercedes             | 1:16,062         | 1:15,468         | 1:15,180         | 2            |
| 3                     | 1   | Max Verstappen    | Red Bull Racing-Honda RBPT   | 1:16,018         | 1:15,565         | 1:15,481         | 3            |
| 4                     | 63  | George Russell    | Mercedes                     | 1:15,971         | 1:15,789         | 1:15,546         | 4            |
| 5                     | 22  | Yuki Tsunoda      | Racing Bulls-Honda RBPT      | 1:16,225         | 1:16,009         | 1:15,670         | 5            |
| 6                     | 23  | Alexander Albon   | Williams-Mercedes            | 1:16,245         | 1:16,017         | 1:15,737         | 6            |
| 7                     | 16  | Charles Leclerc   | Ferrari                      | 1:16,029         | 1:15,827         | 1:15,755         | 7            |
| 8                     | 44  | Lewis Hamilton    | Ferrari                      | 1:16,213         | 1:15,919         | 1:15,973         | 8            |
| 9                     | 10  | Pierre Gasly      | Alpine-Renault               | 1:16,328         | 1:16,112         | 1:15,980         | 9            |
| 10                    | 55  | Carlos Sainz Jr.  | Williams-Mercedes            | 1:16,360         | 1:15,931         | 1:16,062         | 10           |
| 11                    | 6   | Isack Hadjar      | Racing Bulls-Honda RBPT      | 1:16,354         | 1:16,175         | N/A              | 11           |
| 12                    | 14  | Fernando Alonso   | Aston Martin Aramco-Mercedes | 1:16,288         | 1:16,453         | N/A              | 12           |
| 13                    | 18  | Lance Stroll      | Aston Martin Aramco-Mercedes | 1:16,369         | 1:16,483         | N/A              | 13           |
| 14                    | 7   | Jack Doohan       | Alpine-Renault               | 1:16,315         | 1:16,863         | N/A              | 14           |
| 15                    | 5   | Gabriel Bortoleto | Kick Sauber-Ferrari          | 1:16,516         | 1:17,520         | N/A              | 15           |
| 16                    | 12  | Kimi Antonelli    | Mercedes                     | 1:16,525         | N/A              | N/A              | 16           |
| 17                    | 27  | Nico Hülkenberg   | Kick Sauber-Ferrari          | 1:16,579         | N/A              | N/A              | 17           |
| 18                    | 30  | Liam Lawson       | Red Bull Racing-Honda RBPT   | 1:17,094         | N/A              | N/A              | LB           |
| 19                    | 31  | Esteban Ocon      | Haas-Ferrari                 | 1:17,174         | N/A              | N/A              | 19           |
| Regula 107%: 1:21,225 |     |                   |                              |                  |                  |                  |              |
| —                     | 87  | Oliver Bearman    | Haas-Ferrari                 | Fără timp        | N/A              | N/A              | LB           |
| Sursa:                |     |                   |                              |                  |                  |                  |              |

Note
- ^1 – Liam Lawson s-a calificat pe locul 18, dar a fost nevoit să înceapă cursa de pe linia boxelor, deoarece mașina sa a fost modificată în condiții de parc fermé.[9]
- ^2 – Oliver Bearman nu a reușit să stabilească un timp în timpul calificărilor. I s-a permis să concureze la discreția comisarilor, dar a fost nevoit să pornească de pe linia boxelor deoarece mașina sa a fost modificată în condiții de parc fermé.[9]

## Cursa
Cursa a avut loc pe 16 martie 2025 și era programată să înceapă la ora locală 15:00 (UTC+11), dar a fost amânată pentru 15:15, ora 06:15 EET, din cauza accidentului lui Isack Hadjar în turul de formare. Cursa a fost programată pentru 58 de tururi, dar a fost scurtată cu un tur din cauza procedurii de start întrerupte.
| Poz.   | Nr. | Pilot             | Constructor                  | Tururi | Timp/Abandon | Grilă | Puncte |
| ------ | --- | ----------------- | ---------------------------- | ------ | ------------ | ----- | ------ |
| 1      | 4   | Lando Norris      | McLaren-Mercedes             | 57     | 1:42:06,304  | 1     | 25     |
| 2      | 1   | Max Verstappen    | Red Bull Racing-Honda RBPT   | 57     | +0,895       | 3     | 18     |
| 3      | 63  | George Russell    | Mercedes                     | 57     | +8,481       | 4     | 15     |
| 4      | 12  | Kimi Antonelli    | Mercedes                     | 57     | +10,135      | 16    | 12     |
| 5      | 23  | Alexander Albon   | Williams-Mercedes            | 57     | +12,773      | 6     | 10     |
| 6      | 18  | Lance Stroll      | Aston Martin Aramco-Mercedes | 57     | +17,413      | 13    | 8      |
| 7      | 27  | Nico Hülkenberg   | Kick Sauber-Ferrari          | 57     | +18,423      | 17    | 6      |
| 8      | 16  | Charles Leclerc   | Ferrari                      | 57     | +19,826      | 7     | 4      |
| 9      | 81  | Oscar Piastri     | McLaren-Mercedes             | 57     | +20,448      | 2     | 2      |
| 10     | 44  | Lewis Hamilton    | Ferrari                      | 57     | +22,473      | 8     | 1      |
| 11     | 10  | Pierre Gasly      | Alpine-Renault               | 57     | +26,502      | 9     |        |
| 12     | 22  | Yuki Tsunoda      | Racing Bulls-Honda RBPT      | 57     | +29,884      | 5     |        |
| 13     | 31  | Esteban Ocon      | Haas-Ferrari                 | 57     | +33,161      | 19    |        |
| 14     | 87  | Oliver Bearman    | Haas-Ferrari                 | 57     | +40,351      | LB    |        |
| Ab     | 30  | Liam Lawson       | Red Bull Racing-Honda RBPT   | 46     | Accident     | LB    |        |
| Ab     | 5   | Gabriel Bortoleto | Kick Sauber-Ferrari          | 45     | Accident     | 15    |        |
| Ab     | 14  | Fernando Alonso   | Aston Martin Aramco-Mercedes | 32     | Accident     | 12    |        |
| Ab     | 55  | Carlos Sainz Jr.  | Williams-Mercedes            | 0      | Accident     | 10    |        |
| Ab     | 7   | Jack Doohan       | Alpine-Renault               | 0      | Accident     | 14    |        |
| NS     | 6   | Isack Hadjar      | Racing Bulls-Honda RBPT      | 0      | Accident     | —     |        |
| Sursa: |     |                   |                              |        |              |       |        |

Note
- ^1 – Isack Hadjar nu a luat startul în cursă deoarece a suferit un accident în timpul turului de formare. Locul său pe grilă a rămas liber.[11][12]

## Clasamentele campionatelor după cursă
| Poz.   | Pilot           | Pct. |
| ------ | --------------- | ---- |
| 1      | Lando Norris    | 25   |
| 2      | Max Verstappen  | 18   |
| 3      | George Russell  | 15   |
| 4      | Kimi Antonelli  | 12   |
| 5      | Alexander Albon | 10   |
| Sursa: |                 |      |

| Poz.   | Constructor                  | Pct. |
| ------ | ---------------------------- | ---- |
| 1      | McLaren-Mercedes             | 27   |
| 2      | Mercedes                     | 27   |
| 3      | Red Bull Racing-Honda RBPT   | 18   |
| 4      | Williams-Mercedes            | 10   |
| 5      | Aston Martin Aramco-Mercedes | 8    |
| Sursa: |                              |      |

- Notă: Doar primele cinci locuri sunt prezentate în ambele clasamente.